# Pseudopostega bidorsalis
Pseudopostega bidorsalis là một loài bướm đêm thuộc họ Opostegidae. Nó được miêu tả bởi Donald R. Davis và Jonas R. Stonis, 2007. Nó được tìm thấy ở miền bắc Costa Rica.
Chiều dài cánh trước là 2.5–3 mm. Con trưởng thành bay từ tháng 8 đến tháng 10 và tháng 1.